# Deltaspis marginella
Deltaspis marginella là một loài bọ cánh cứng trong họ Cerambycidae.